# Kurt Fuller
Kurt Fuller (San Francisco, California, 16 de septiembre de 1953), es un actor de cine y televisión estadounidense.

## Filmografía
- The Running Man (1987) - Tony
- 70 minutos para huir (1988) - Gerstead
- Elvira, Mistress of the Dark (1988) - Mr. Glotter
- Cazafantasmas 2 (1989) - Jack Hardemeyer
- No Holds Barred (1989) - Brell
- Capital News (1990) - Miles Plato
- Eve of Destruction (1991)
- Marilyn & Me (1991) - Harry Lipton
- Bingo (1991) - Lennie
- Laurie Hill (1992) - Dr. Spencer Kramer
- Wayne's World (1992) - Russell Finley
- Stuart Saves His Family (1995)
- NewsRadio (1995) - Ed Harlow
- Virus (1995)
- Twisted Desire (1996) - Detective Becker
- Swearing Allegiance (1997)
- Diamonds (1999) - Moses Agency
- Red Dog Squadron (1999) - Kaiser Wilhelm
- Pushing Tin (1999) - Ed Clabes
- The Jack Bull (1999) - Conrad
- Angels in the Infield (2000) - Simon
- Scary Movie (2000)-Sheriff
- Malcolm In The Middle (2001)- Sr Young
- That's My Bush! (2001) - Deputy Chief of Staff Karl Rove
- Joshua (2002) - Father Pat Hayes
- Auto Focus (2002) - Werner Klemperer
- Anger Management (2003) - Frank Head
- Ray (2004) - Sam Clark
- En busca de la felicidad (2006) - Walter Ribbon
- Superhero Movie (2008) - Mr. Thompson
- Legally Mad (2009) - Lou Peable
- Glee (2009) - Mr. McCloung (1 episodio)
- National Lampoon's Van Wilder: Freshman Year (2009) - Dean Reardon
- BoyBand (2010)
- Supernatural (serie de televisión) (2009-2010, 2019) - Zachariah
- Psych (2009-2014) - Woody
- Better with You (2010-2011) - Joel Putney
- Sonido de libertad (2023) - Frost